# Kapel der Aartsengelen
De Kapel der Aartsengelen is een kapel in Steyl in de Nederlandse gemeente Venlo. De kapel staat aan de Waterloostraat 39 aan de zuidwestkant van het dorp.
De kapel is gewijd aan de aartsengelen Michaël, Rafaël en Gabriël.

## Geschiedenis
In 1898 werd de kapel gebouwd door Jos Moubis. Hij zou een belofte gedaan hebben een kapel te bouwen tijdens een ziekteperiode. In 1905 kwam de kapel in het beer van de St. Raphaëlstichting die door Moubis was opgericht.
In 1936 werd de kapel gerestaureerd en geschilderd.
Tijdens de Tweede Wereldoorlog raakte de kapel zwaar beschadigd en raakte daarna in verval. In 1961 werd de kapel gerestaureerd en kreeg het ook een nieuw interieur. Op de achterwand kreeg de kapel een mozaïektableau van de hand van Leo Reihs en de vensters kregen gebrandschilderde glazen. Op 31 mei 1962 werd de kapel opnieuw ingezegend.
In 1985 werd de kapel opnieuw gerenoveerd, waarbij het mozaïektableau werd opgeknapt, de gebrandschilderde glazen hersteld, een crucifix met twee engelen geplaatst van de hand van Suzanne Nicolas-Nijs en het tijdens de oorlog verdwenen klokje werd vervangen. Op 5 september 1985 werd de kapel met het 80-jarig bestaan van de stichting opnieuw ingezegend.

## Gebouw
De bakstenen kapel heeft een driezijdige koorsluiting en wordt gedekt door een zadeldak met leien. Midden op het dak staat een dakruiter. Op de hoeken zijn er overhoekse steunberen geplaatst en in de zijgevels bevinden met oranje stenen omlijste spitsboogvensters. De frontgevel is een puntgevel met schouderstukken en hoog in de gevel is met licht uitspringende oranje bakstenen een kruis gemetseld. In de frontgevel bevindt zich de spitsboogvormige toegang die met oranje stenen wordt omlijst.
Van binnen is de kapel wit gepleisterd en tegen de achterwand is het altaar geplaatst. Boven het altaar is op de achterwand mozaïektableau aangebracht dat van links naar rechts de aartsengel Rafaël met de vis, de aartsengel Gabriël die Maria de Blijde Boodschap brengt en de aartsengel Michaël. De functies van de aartsengelen worden in de gebrandschilderde vensters getoond.